# Dolichoderus mariae
Dolichoderus mariae is een mierensoort uit de onderfamilie van de Dolichoderinae. De wetenschappelijke naam van de soort is voor het eerst geldig gepubliceerd in 1885 door Forel.